# تجربة غير سريرية
التجارب قبل السريرية أو الدراسات في السريرية أو الدراسات غير السريرية أو التجارب غير السريرية اسم يطلق على مجموعة الدراسات والأبحاث التي تسبق التجارب السريرية من اجل جمع مجموعة من المعلومات حول الدواء وسلامته.
الهدف من هذه الدراسات والتجارب هو تحديد مدى سلامة المنتج المتوقع وكيفية البدء بالدراسة ووضع صورة متوقعة عمّا سيتم عمله خلال الدراسة. هذه الدراسات ليست محصورة بالأدوية وإنما تشمل الأجهزة الطبية والعلاجات الجينية.